# 1738년
1738년은 수요일로 시작하는 평년이다.

## 연호
- 청(淸) 건륭(乾隆) 3년
- 일본(日本) 겐분(元文) 3년
- 후 레 왕조(後黎朝) 빈흐우(永祐) 4년

## 기년
- 류큐(琉球) 쇼케이왕(尚敬王) 26년
- 청(淸) 고종 건륭제(高宗 乾隆帝) 3년
- 조선(朝鮮) 영조(英祖) 14년
- 후 레 왕조(後黎朝) 의종(懿宗) 4년

## 탄생
- 1월 10일 - 미국의 지도자 이선 앨런. (~1789년)
- 6월 4일 - 영국의 국왕 조지 3세. (~1820년)
- 8월 1일 - 프랑스의 장군 자크 프랑수아 뒤고미에. (~1794년)
- 10월 11일 - 영국 해군의 군인이자 식민지 행정관 아서 필립. (~1814년)
- 11월 15일 - 독일 태생의 영국 천문학자 윌리엄 허셜. (~1822년)